# Un meurtre parfait
 (septembre 2017).
Si vous disposez d'ouvrages ou d'articles de référence ou si vous connaissez des sites web de qualité traitant du thème abordé ici, merci de compléter l'article en donnant les références utiles à sa vérifiabilité et en les liant à la section « Notes et références ».
Pour plus de détails, voir Fiche technique et Distribution.
Un meurtre parfait (Her Married Lover) est un téléfilm américain réalisé par Roxanne Messina Captor et diffusé en 1999.

## Résumé
Une femme débarque toute chamboulée au poste de police, affirmant que son amant a tué sa femme. Au cours de l'interrogatoire, elle raconte sa liaison avec l'homme marié, un écrivain donnant des cours du soir. Convoqué au poste, l'homme nie tout en bloc et les policiers semblent le croire puisque sa maîtresse n'a, bizarrement, aucune preuve de leur liaison...

## Fiche technique
- Titre original : Her Married Lover
- Réalisation : Roxanne Messina Captor
- Scénario : Glenn M. Benest et Timothy Wurtz
- Producteurs exécutifs : Anita Gershman et Larry Gershman
- Produit par : Cliffhanger Productions et World International Network
- Décors : Susan Benjamin
- Montage : Cari Coughlin
- Costumes : Jean-Pierre Dorléac
- Casting : Aaron Griffith
- Musique : Alan Howarth
- Pays d'origine :  États-Unis
- Langue originale : anglais
- Format : couleur — 1,33:1 — son stéréo
- Genre : thriller
- Durée : 85 minutes (1 h 25)
- Date de diffusion :
  - France : 25 septembre 2000 sur France 3[1]

## Distribution
- Roxana Zal (VF : Juliette Degenne) : Katie Griffin
- Perry King (VF : Bernard Woringer) : Richard Mannhart
- Daniel Benzali (VF : Jean-Claude Sachot) : l'inspecteur Joe Lansing
- Terrence 'T.C.' Carson (VF : Lucien Jean-Baptiste) : l'inspecteur Rawlins
- Rob Roy Fitzgerald (VF : Gabriel Le Doze) : l'inspecteur King
- Susan Blakely : Laura Mannhart
- Michele Greene : Brenda Slagel
- Courtney Gains : Hood
- DeeDee Michaels : Leanne
- Robert Harvey : Desk Sergeant
- Ella Joyce (en) : Dr. Solomon
- Christopher Kriesa : Clerk